# 阿斯特羅拉冰川

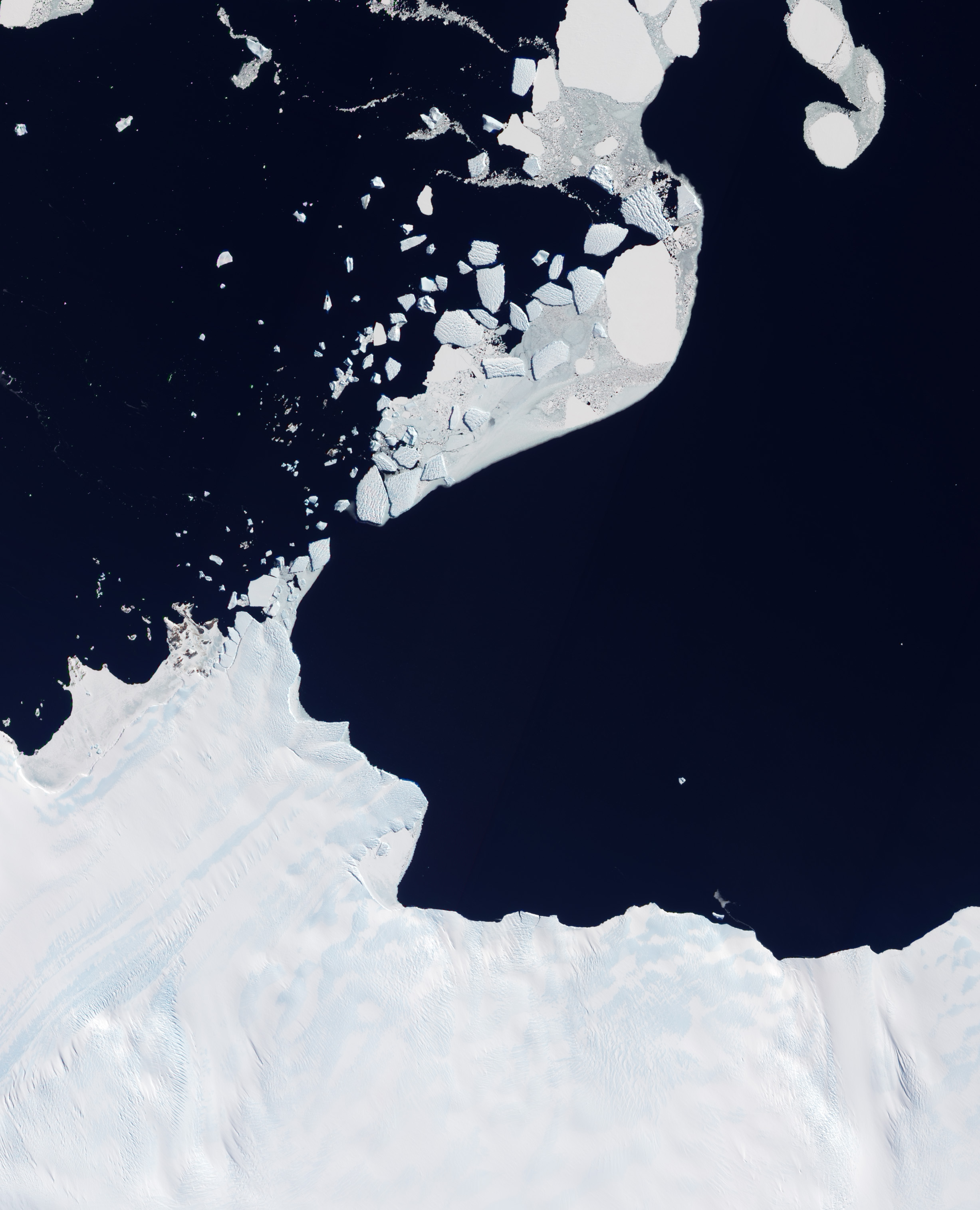

66°45′S 139°55′E / 66.750°S 139.917°E
阿斯特羅拉冰川（英語：Astrolabe Glacier）是南極洲的冰川，位於阿黛利地，屬於地質學群島的一部分，長16公里、寬6公里，該冰川在1840年由法國探險隊發現。